# Parablennius sanguinolentus
Parablennius sanguinolentus é uma espécie de peixe pertencente à família Blenniidae.
A autoridade científica da espécie é Pallas, tendo sido descrita no ano de 1814.

## Portugal
Encontra-se presente em Portugal, onde é uma espécie nativa.

## Descrição
Trata-se de uma espécie marinha. Atinge os 20 cm de comprimento total nos indivíduos do sexo masculino.